# Louis d'Armagnac
 (février 2013).
Louis d'Armagnac, mort en 1503, fut comte de Pardiac, duc de Nemours de 1500 à 1503, et comte de Guise de 1481 à 1503. 

## Biographie
Il était fils cadet de Jacques d'Armagnac, duc de Nemours et comte de la Marche, et de Louise d'Anjou. Son père fut exécuté le 4 août 1477 pour avoir comploté contre Louis XI.
Pour l'exécution de son père, l'échafaud fut dressé dans la Halle. Dessous étaient les enfants du duc revêtus de robes blanches afin que le sang de leur père rejaillît sur eux et que chacune des tâches fût apparente. Après cette exécution, on les conduisit en cet état à la Bastille, dans les cachots faits en forme de hottes où la gêne que leur corps éprouvait était un continuel supplice. Leurs pieds n'y pouvaient y trouver une place, leur corps n'y pouvait se reposer. On les tirait deux fois par semaine de ce lieu épouvantable pour les fustiger. On leur arrachait les dents à plusieurs intervalles et on leur faisait subir des tourments inouïs. Ce récit est connu et attesté par la requête que le plus jeune, Louis d'Armagnac, fit après la mort de Louis XI en 1483, l'aîné étant devenu fou.
Il avait cinq ans lors de l'exécution de son père et fut retenu à la Bastille, jusqu'à l'avènement de Charles VIII en 1483.
Il l'accompagna lors des guerres d'Italie et Louis XII le nomma vice-roi de Naples, mais il ne sut pas conserver le royaume, fut battu par les Espagnols à la première bataille de Seminara, puis tué à la bataille de Cérignole.